# Seijirō Kōyama
Seijiro Koyama (神山 征 二郎  Seijiro Koyama?) es un director japonés nacido el 16 de julio de 1941 que se reconoce principalmente por su obra de melodrama Hachikō Monogatari, la cual fue realizada en el año 1987.

## Carrera
Koyama nació en la Prefectura de Gifu y asistió a la Universidad de Nihon, pero la dejó a medio camino para unirse a la compañía de producción independiente Eiga Kyokai Kindai, donde trabajó como ayudante de dirección con directores como Kaneto Shindō, Kōzaburō Yoshimura y Tadashima Imai.
Koyama hizo su debut como director en 1971 con la película Koi no mura iru y en 1976 hizo su segunda película Futatsu no hāmonika, con la cual valió un Citación de nuevos directores del Sindicato de Directores de Japón. Hachikō Monogatari, que dirigió en 1987, fue la película japonesa con la taquilla arriba en ese año y que contó la historia real del fiel perro Akita Inu Hachikō.
El director también fue galardonado con el Premios de Cultura de Chinichi en el año 2000 por la "producción de películas que escrutan la edad y la región".

## Filmografías
- Koi no mura iru (1971)
- Futatsu no hāmonika (1976)
- Furusato (1983)
- Harukoma no Uta (1986)
- Hachikō Monogatari (1987)
- Toki rakujitsu (1992)
- Mitabi no Kaikyo (1993)
- Gekko no Natsu (1993)
- Sakura (1994)
- Himeyuri no To (1995)